# مارینر ۶ و ۷
فضاپیماهای مارینر ۶ و ۷ (انگلیسی: Mariner 6 and 7) بخشی از برنامه فضایی مارینر ناسا بودند که نخستین مأموریت فضایی دوگانه به‌سوی مریخ را در سال ۱۹۶۹ به انجام رساندند. مارینر ۶ از پایگاه نیروی هوایی کیپ کاناورال و مارینر ۷ از پایگاه کیپ کندی به فضا پرتاب شدند. این فضاپیماها با پرواز بر فراز استوا و مناطق قطبی جنوب، اتمسفر و سطح آن مناطق را با سنجنده‌های خود بررسی کرده و صدها تصویر برداشت کردند. هدف این مأموریت بررسی سطح و اتمسفر مریخ طی پرواز کناری با هدف مشاهده علمی و بررسی امکان زندگی در مریخ و توسعه فناوری لازم برای برنامه‌های آینده در این سیاره بود.